# Bataille de Neresheim
Pour le combat de 1805, voir Combat de Neresheim.
Batailles
La bataille de Neresheim oppose le 11 août 1796 l'armée autrichienne de l'archiduc Charles à l'armée française du général Moreau, qui l'emporte.